# Tyldesley
Tyldesley är en ort i Storbritannien. Den ligger i distriktet Wigan i Greater Manchester i och riksdelen England.